# Seyfeli
Seyfeli (azerbajdzjanska: Seyfəli) är en ort i Azerbajdzjan.   Den ligger i distriktet Şəmkir Rayonu, i den västra delen av landet, 300 km väster om huvudstaden Baku. Seyfeli ligger 464 meter över havet och antalet invånare är 6 202.
Terrängen runt Seyfeli är varierad. Närmaste större samhälle är Shamkhor, 12,0 km nordväst om Seyfeli.
Runt Seyfeli är det i huvudsak tätbebyggt. Runt Seyfeli är det ganska tätbefolkat, med 108 invånare per kvadratkilometer.